# Ludwig Hugo Ripping
Ludwig Hugo Ripping (selten Hugo Ripping; * 27. Oktober 1837 in Gieboldehausen; † 8. Februar 1898 in Wiesbaden) war ein deutscher Psychiater.

## Leben
Ripping war Sohn eines Arztes und studierte an der Universität Göttingen Rechtswissenschaft und anschließend Medizin. Von 1863 bis 1865 wirkte er als Assistent am pathologischen Institut in Göttingen. Währenddessen wurde er 1864 in Hannover als Arzt approbiert. Wohl in dieser Zeit wurde er zum Dr. med. promoviert. 1865 trat er in die Laufbahn als Psychiater ein. Zunächst wurde er unter Ludwig Snell provisorischer Hilfsarzt an der Heil- und Pflege-Anstalt zu Hildesheim. Dort stieg er zum 1. Hilfsarzt auf.
Ripping wechselte 1871 als 2. Arzt an die Rheinische Provinzial-Irren-Heilanstalt zu Siegburg, an der er 1875 Direktor wurde und deren Leitung er schließlich 1876 vollständig übernahm. Mit seinem Personal zog er 1878 in die neuerbaute Provinzial-Irrenanstalt zu Düren, deren Leitung er übernahm. 1884 wurde er zum Sanitätsrat und 1897 zum Geheimen Sanitätsrat ernannt. In seinen letzten Jahren zunehmend kränklich, wurde er zum 1. November 1897 in den Ruhestand versetzt. Er verlebte ihn in Wiesbaden.

## Veröffentlichungen
- Über die Therapie der Onychomycosis. Deutsche Klinik, 1865.
- Über die Sandgeschwulst bei Geisteskranken. Allgemeine Zeitschrift für Psychiatrie 22/1865.
- Cystenbildung der Großhirnrinde. Archiv für Psychiatrie und Nervenkrankheiten 5/1875.
- Die Geistesstörungen der Schwangeren, Wöchnerinnen und Säugenden. Enke, Stuttgart 1877.